# Tròpics humits de Queensland
Els Tròpics humits de Queensland, és el lloc declarat Patrimoni de la Humanitat per la UNESCO des de l'any 1988.
Aquesta regió, coberta principalment per boscos humits, tropicals s'estén al llarg de la costa nord-est d'Austràlia. Aquest biòtop alberga un conjunt molt complet i variat de plantes, marsupials i ocells cantaires, així com tot un seguit d'espècies rares, vegetals i animals, en perill d'extinció.
Aquest lloc reuneix una sèrie de parcs nacionals al llarg de 450 quilòmetres de la costa oriental del nord de Queensland, Austràlia, de Townsville a Cooktown. Limiten amb la Gran Barrera de Corall, un altre lloc Patrimoni de la Humanitat, que es troba al mar, davant d'aquesta costa.
Entre els parcs nacionals inclosos estan:
- Barron Gorge National Park
- Black Mountain (Kalkajaka) National Park
- Cedar Bay National Park
- Daintree National Park
- Edmund Kennedy National Park
- Girringun National Park
- Wooroonooran National Park

i més de 700 zones protegides de Queensland, incloent propietats particulars.

## Galeria d'imatges

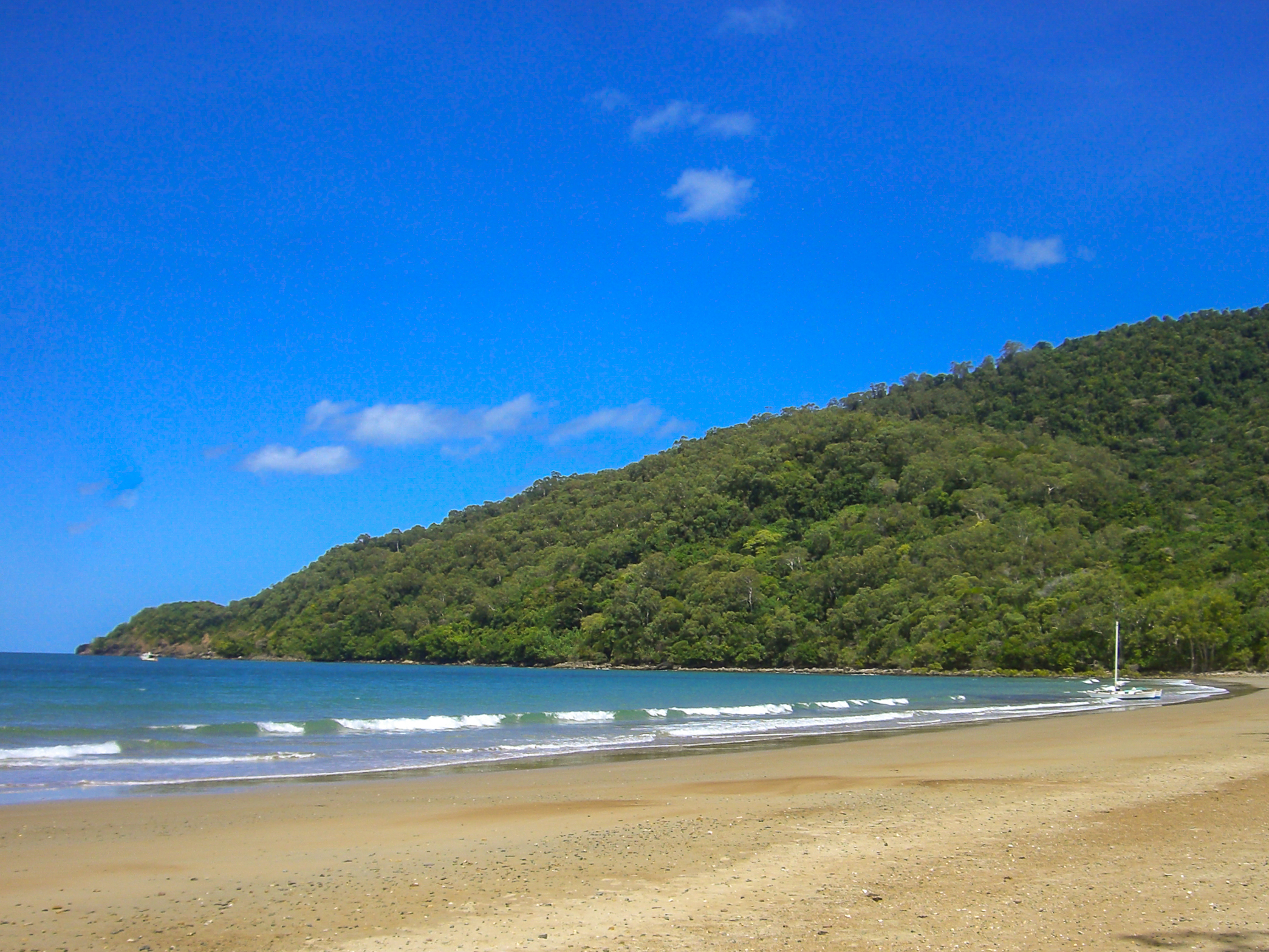
Vista de la platja del parc Daintree
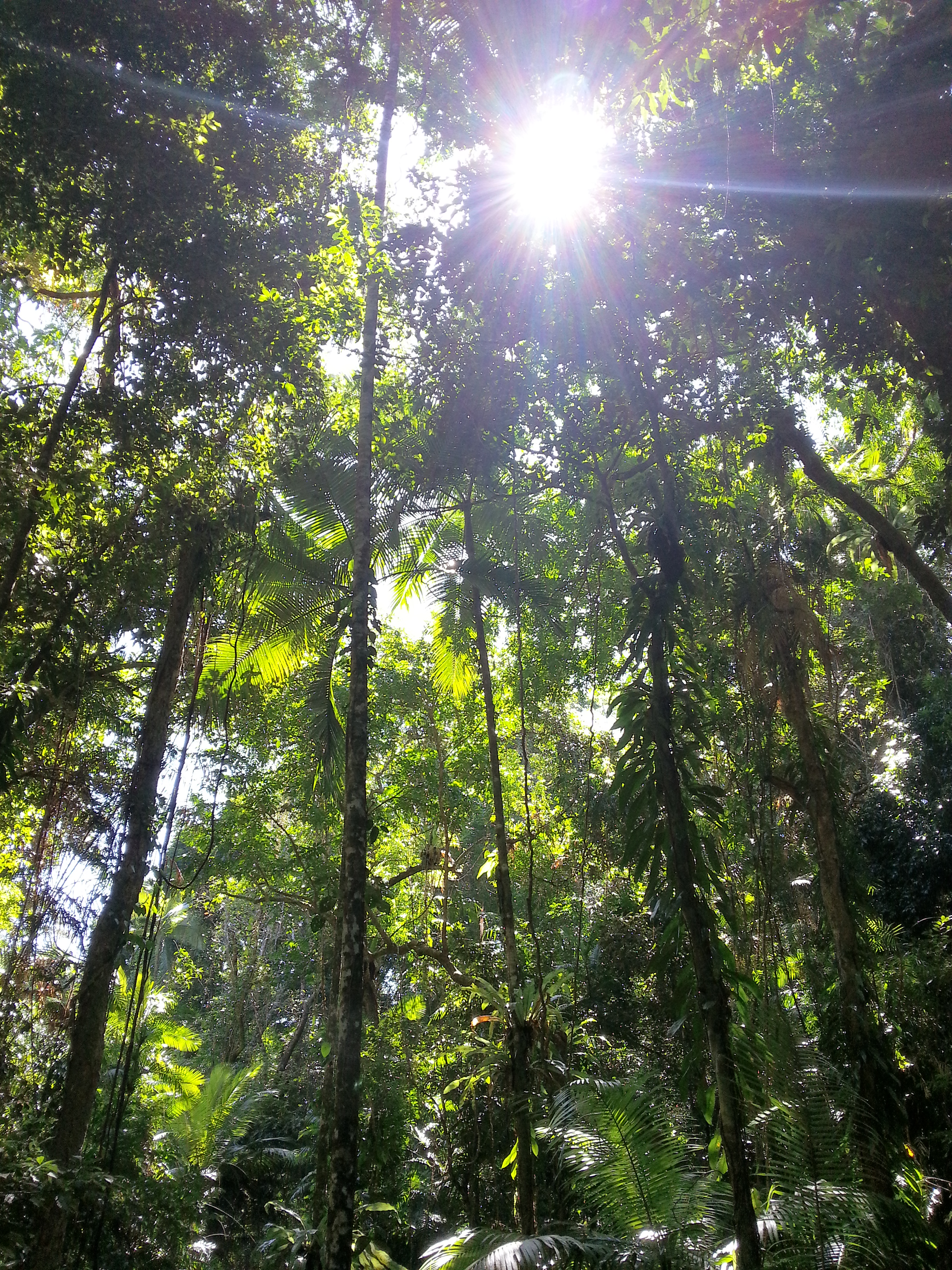
Interior del bosc
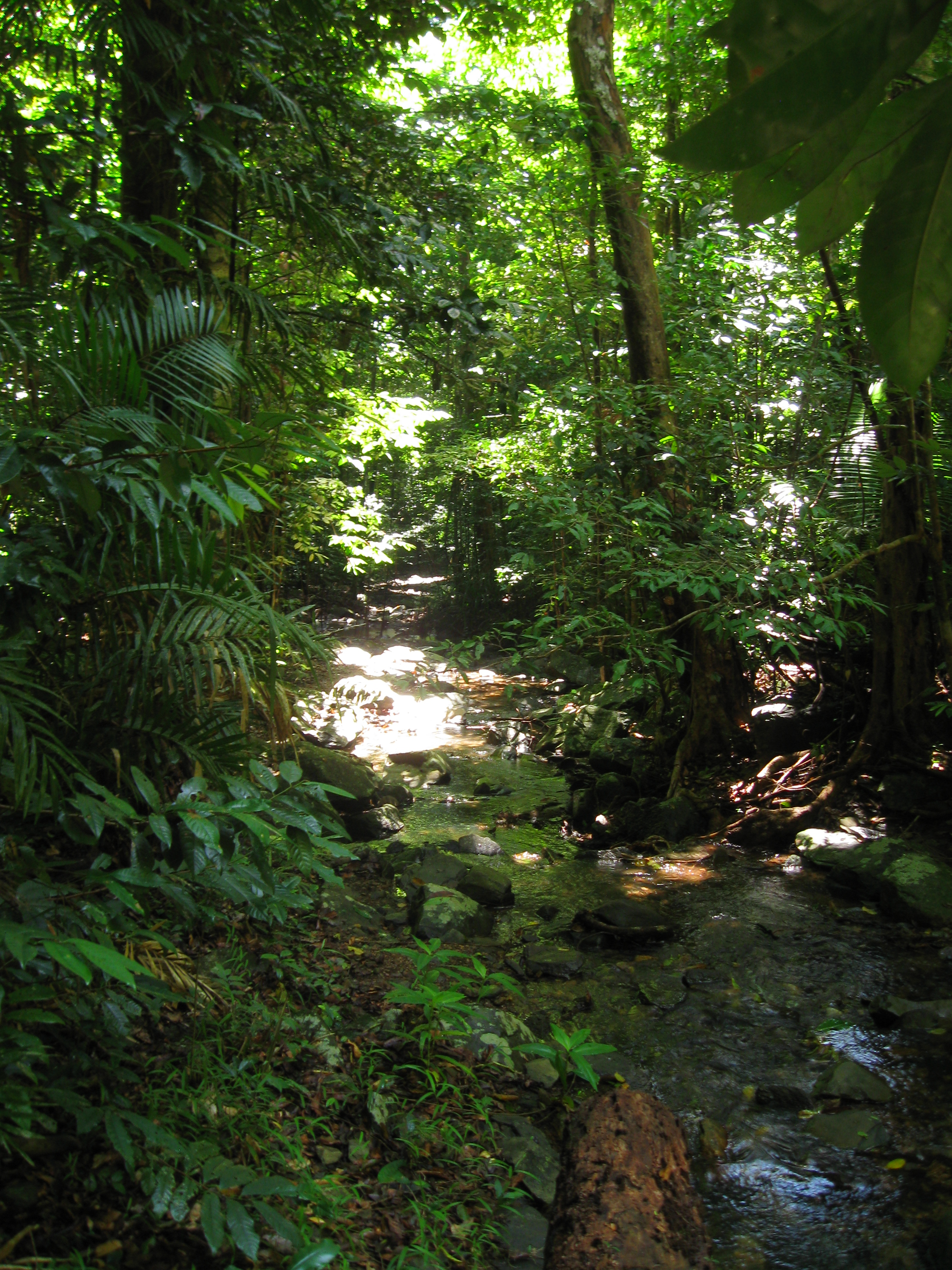
Vegetació del parc Daintree
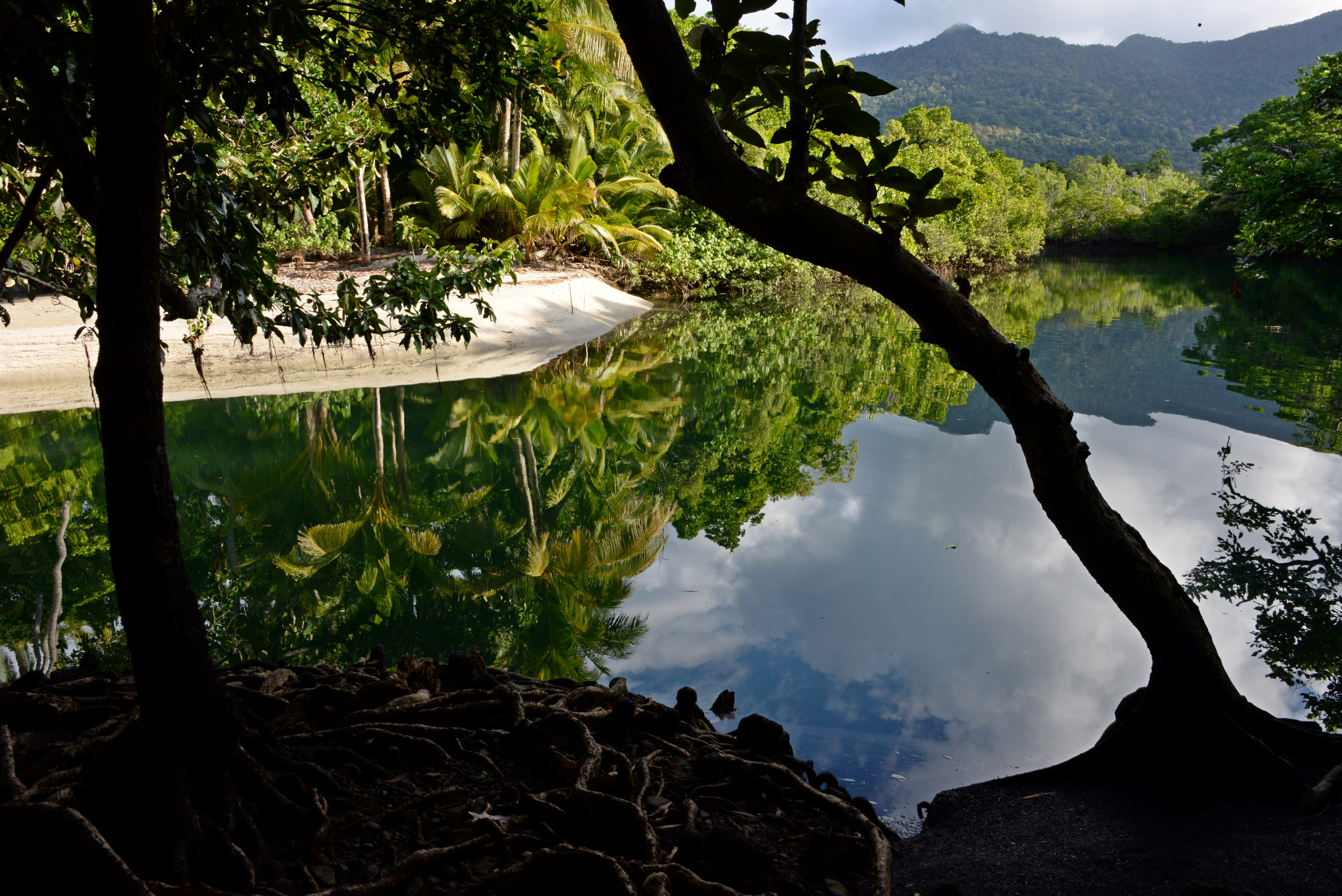
Myall Creek
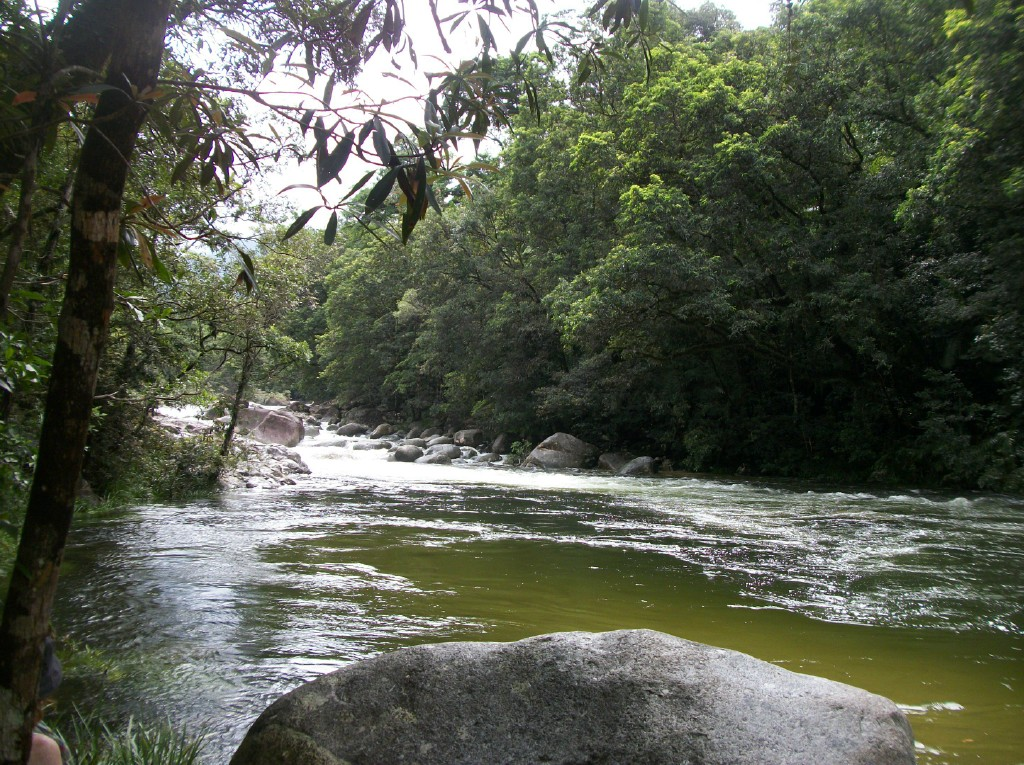
Riu Mossman
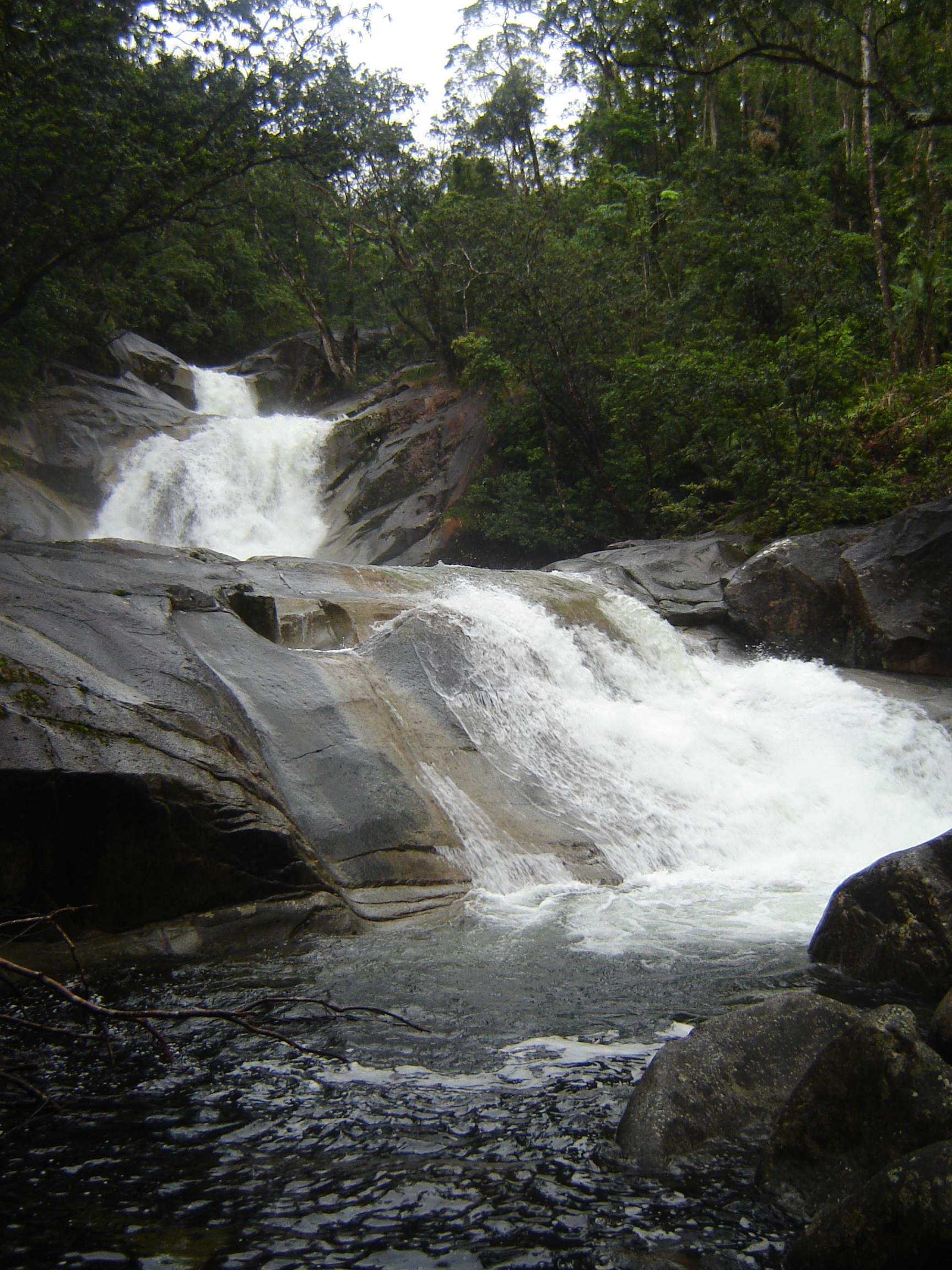
Les Josephine Falls al P.N. Wooroonooran
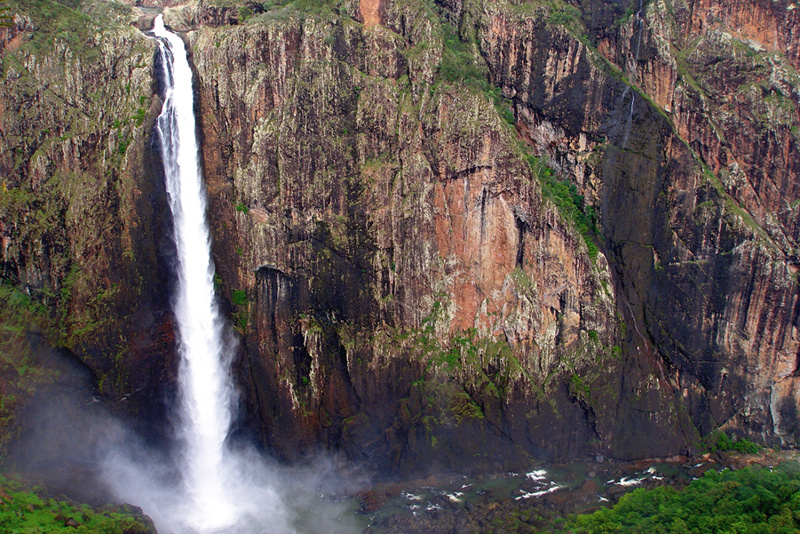
Les Wallaman Falls al P.N. Girringun
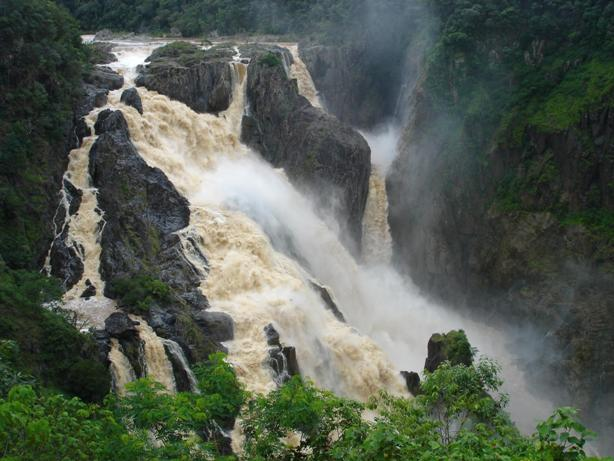
Les Barron Falls al P.N. Goles del Barron
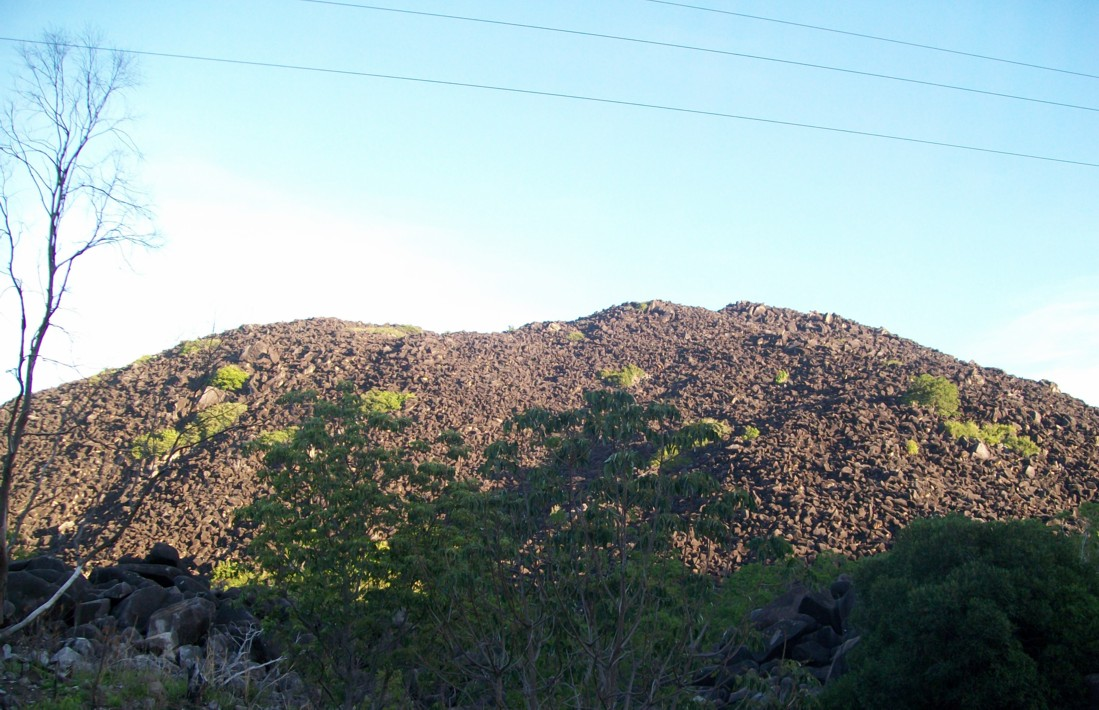
Vista d'una de les Black Mountain